# Demetri Betts

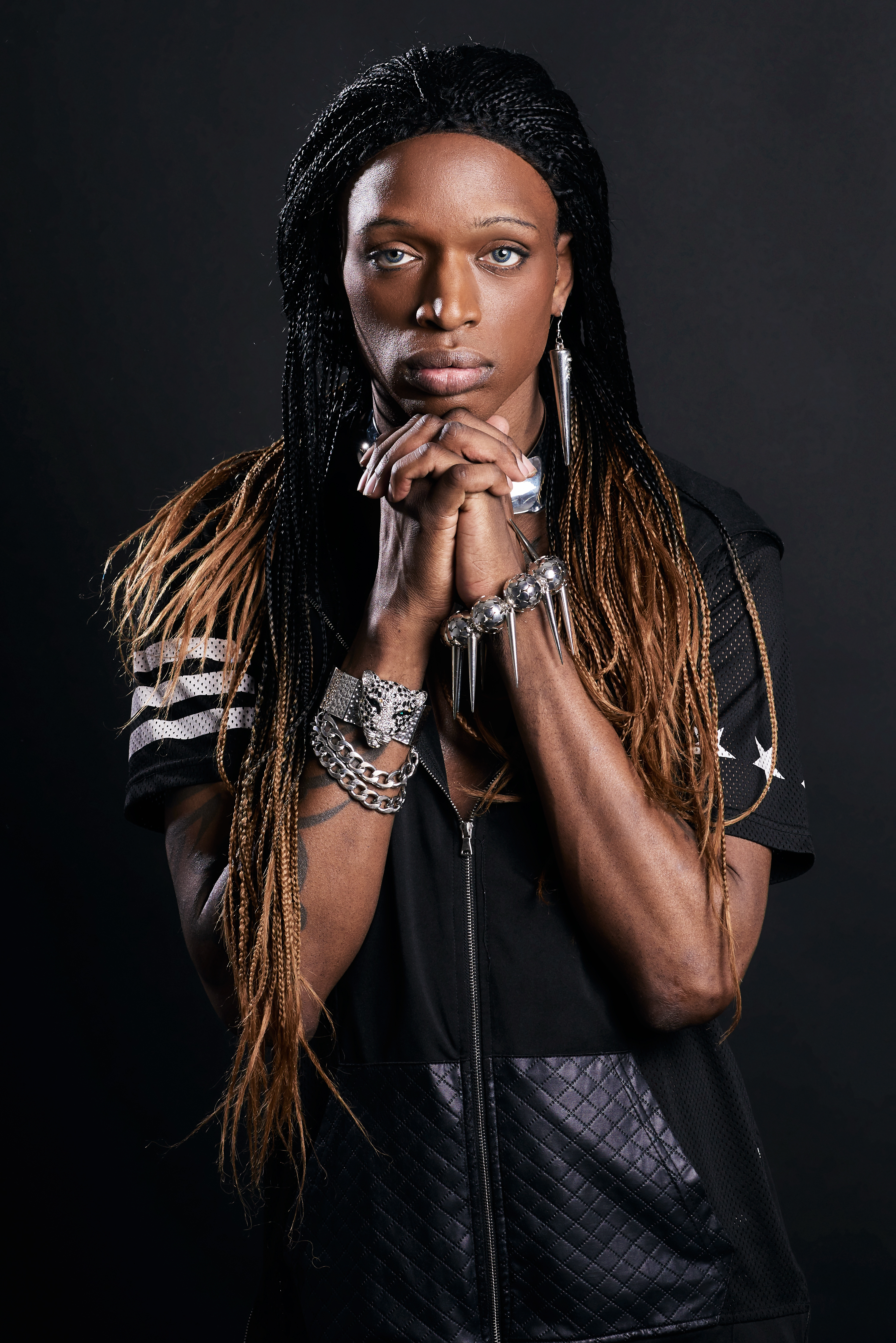
Demetri Betts im März 2017

Demetri Betts (* 26. April 1973 in North Carolina; † 21. Mai 2017) war ein US-amerikanischer christlicher Sänger, Musiker, Autor und Pastor.
Ab 1997 brachte Betts fünf Musikalben, zwei Buchserien und ein Magazin heraus, und er gründete die Hilfsorganisation New Chance International. Auf YouTube veröffentlichte er religiöse Ratgebervideos für Jugendliche. Aufgrund seiner Musik und seines ausgefallenen Tanz- und Kleidungsstils wurde er oft „der Michael Jackson der christlichen Musik“ genannt.

## Leben

### Kindheit und Jugend
Geboren wurde Betts unter dem Namen Antonio Emanuel Albernathy in einem Gefängnis in North Carolina, in dem seine Mutter inhaftiert war. Mit drei Jahren wurde er adoptiert und erhielt seinen neuen bürgerlichen Namen Antonio Demetrius Betts, Spitzname Tony. Er wurde vernachlässigt und misshandelt, wuchs erneut unter Pflegschaft auf und traf 1989 erstmals wieder mit seiner biologischen Mutter zusammen, die bald darauf starb. Fortan lebte er auf der Straße, entwickelte Depressionen und konsumierte Drogen. Er teilte Wohnungen mit Freunden aus der Rave- und Drogenszene, die sein Familienersatz wurden.

### Leben als Künstler
Zwischen 1997 und 1999 änderte Tony seinen Künstlernamen in Demetri. Wenig später begann er, als Drag Queen „CoCo Brown“ bisexuell zu leben, Rave-Partys zu veranstalten und in umliegenden Clubs aufzutreten. Durch einen Anschlag rivalisierender Drogendealer verlor er seinen gesamten Besitz. Die einzige Unterstützung fand er bei einem Pastor, der ihm beim Aufbau eines neuen Lebens unterstützte. Nach einem Bekehrungserlebnis gab er in seiner früheren Szene Bekehrungszeugnisse, stieß jedoch auf Ablehnung. Er schrieb, nahm Musik auf und spendete an Hilfsorganisationen. Infolge des Todes eines Jugendlichen, den er von 2002 bis 2012 betreute, erlitt er einen Nervenzusammenbruch und begab sich in eine psychiatrische Klinik, in der er nach eigener Auffassung nur durch seinen Glauben an Gott rasch innerlich geheilt wurde.

### Gemeindeleitung in der Schweiz
Im Oktober 2013 erlitt Demetri einen Schlaganfall und erkrankte zeitgleich an Diabetischer Polyneuropathie. Nach ärztlicher Aussage würde er für immer mit Schmerzen und Unbeweglichkeit zu leben haben, war aber nach eigener Angabe schon drei Tage später geheilt. Demetri war überzeugt, von Gott geheilt worden zu sein. 2017 gründete er als Leiter die Freikirche „Open Arms“ in Volketswil und die „Open Arms Internetkirche“, die sich an Menschen mit unterschiedlichsten Lebensentwürfen richtet, darunter auch Homosexuelle.
Am 21. Mai 2017 starb Betts im Schlaf; eine konkrete Todesursache wurde nicht bekannt.

## Veröffentlichungen und sonstige Engagements
2014 erschien seine Autobiografie, die er zusammen mit seiner Frau Damaris Kofmehl verfasste. Darin berichtet er von der Band „No longer Music“ und seinen späteren Schicksalsschlägen. Das Album Fabulous erschien im November 2014. Einige der Songs entstanden während der Zeiten im Krankenhaus. Es ist ein Dance-/Pop-Album mit nachdenklichen Texten. Kofmehl verfasste zwei Bücher über sein Leben, Tony Brown und Tödliche Schuld. Das dritte Buch Wilder Himmelskrieger schrieben sie zusammen. Daneben verfassten sie gemeinsam die dreiteilige Fantasy-Serie Dark City und die vierbändige Reihe Jack Ross. Zusammen gründeten sie auch die christliche Hilfsorganisation New Chance International, die in verschiedenen Ländern unter anderem geistliche Hilfe anbietet. Demetri Betts ging mit seiner Musik auf Tournee.
Im November 2015 brachte es der Song So Happy vom Best-Charts-Album auf Platz 5 der Top-Ten-Dance-Charts auf den Bahamas. Von 2012 bis 2016 erschien Demetri Betts’ Musik auf mehr als zwölf Kompilationen von Dance- und Workout-Alben.

## Veröffentlichungen

### Alben
- Phenomenal (2008)[10]
- Candy World (2009)
- Sideways (2010)[11][12]
- I Believe
- Fabulous

### Bücher
- Serie Dark City
- Serie Jack Ross